# Veseljuh
Koordinati:   43°45′51″N, 15°21′57″E
Veseljuh je nenaseljen otoček v Jadranskem morju. pripada Hrvaški.
Veseljuh leži v Narodnem parku Kornati okoli 1,5 km južno od otoka Kornat, ter okoli 0,2 km vzhodno od Piškere. Površina otočka je 0,014 km², dolžina obale meri 0,47 km. Najvišji vrh je visok 4 mnm.